# Léré (Mali)
Pour les articles homonymes, voir Léré.

Vue de Léré en 1996.

Léré est une ville et commune malienne, chef-lieu du cercle de Léré , dans la région de Tombouctou. Elle est composée de la ville de Léré et de 17 villages. La ville comptait 26 748 habitants en 2023.

## Une «Étoile» au centre de la région du Sahel
Le surnom « Étoile du Sahel » illustre la position stratégique de Léré, à seulement 70 km de la frontière mauritanienne, au centre-ouest du Mali. La ville joue un rôle de portail vers la Mauritanie tout en étant une porte d’entrée vers la région de Ségou, ce qui renforce son importance géopolitique et économique. En effet, Léré brille par son rôle de carrefour reliant des communautés diverses, notamment Bambara,arabes,Songhois ,touarègues et peules, tout en maintenant un dynamisme économique et social, malgré des défis climatiques et sécuritaires.

## Histoire
La ville est le théâtre de plusieurs combats pendant la guerre du Mali.

## Politique
| Année | Maire élu           | Parti politique |
| ----- | ------------------- | --------------- |
| 2004  | Hamana Ag Alalouene | ADEMA           |
| 2009  | Cheikna Dicko       |                 |

Sous l’administration de Cheikna Dicko, la commune de Léré a connu une amélioration progressive de ses infrastructures. Des efforts sont déployés pour promouvoir des projets durables, en partenariat avec des organisations locales et internationales, renforçant son rôle d’étoile guidant le développement de la région.